# Argylle - La super spia
Argylle - La super spia (Argylle) è un  film del 2024 diretto da Matthew Vaughn.
Il film è ambientato nello stesso universo della saga di Kingsman, diretta da Matthew Vaughn.

## Trama
Grecia: la spia Aubrey Argylle cerca di catturare la spia nemica LaGrange, ma viene scoperto. Grazie alla sua collega Keira riesce a uscire dal locale ma, una volta fuori, LaGrange spara e uccide Keira. Dopo un rocambolesco inseguimento, la donna viene catturata da Wyatt, l'altro partner di Argylle. I due scoprono dalla donna, prima che si suicidi con il veleno, che è stata la loro agenzia a tradirli. Viene allora rivelato che era tutta la lettura di un libro da parte dell'autrice Elly Conway.
Elly, tempo dopo, ha appena finito il suo quinto libro, ma la madre trova strano il finale cliffhanger. Non riuscendo a trovare l'ispirazione, va in visita ai genitori col suo amato gatto Alfie ma, durante il viaggio in treno, viene salvata da un'imboscata da una vera spia, Aidan, che le spiega che è stata presa di mira da un'organizzazione nota come Divisione, capeggiata da un uomo chiamato Ritter, perché i romanzi sembrano predire il loro futuro. Aidan viaggia con Elly in Inghilterra, sperando che il suo prossimo capitolo riveli come fermare la Divisione.
A Londra, i due cercano una Masterkey a cui Elly aveva fatto riferimento anche nei suoi romanzi, ultima possibilità di salvezza di Argylle. Continuando la storia rintracciano il rifugio dell'hacker che ha realizzato la chiave, scoprono che è morto e trovano il suo quaderno scritto in codice; infine, dopo un altro scontro con gli uomini della Divisione, riescono a scappare. Una volta al sicuro, Elly sospetta che Aidan voglia uccidere anche lei, così chiede aiuto ai suoi genitori e si riunisce a loro in un hotel di Londra. Aidan rivela che la coppia non sono i suoi reali genitori ma il direttore Ritter stesso e la dottoressa Margareth Vogler, esperta in manipolazione mentale. 
Una volta fuggiti in Francia, Aidan porta Elly dall'ex vicedirettore della CIA Alfred Solomon, ritiratosi per false accuse. I due rivelano che Argylle non è del tutto immaginario: la vera identità di Elly è Rachel Kylle (da cui R. Kylle, mutuato in Argylle), un'agente della CIA catturata, sottoposta al lavaggio del cervello dalla Divisione cinque anni prima e affidata a Ritter e Vogler, fintisi genitori per spingerla a scrivere romanzi di spionaggio affinché rivelasse l'ubicazione della Masterkey. Aiden rivela inoltre di essere stato il suo partner in azione e nella vita, mutuato nel personaggio di Wyatt; che Keira era reale e morì in Grecia, come nella storia, e che il ricordo del direttore Alfred "Alfie" Solomon è mutuato nel nome del gatto che Elly porta sempre con sé. Alfred decodifica il quaderno e capisce che la Masterkey è in possesso di Saba Al-Badr, nota come Custode dei segreti.
Aidan e Rachel si recano in Arabia, dove recuperano la Masterkey, venendo infine messi alle strette dalla Divisione. Ritter distrugge la Masterkey e rivela che Rachel era una delle loro risorse più fedeli: fu lei a uccidere l'hacker, ignara della trappola che aveva nascosto e che causò la sua amnesia. Rachel si offre di interrogare Aidan, gli spara e individua anche Alfred. In realtà è tutto un trucco: Aidan è sopravvissuto perché Rachel ha mirato lontano dal cuore (un suggerimento datole da un fan per non far morire Keira) e ora può inviare la Masterkey ad Alfred. Ritter interrompe la trasmissione, così i due agenti si fanno strada attraverso la base della Divisione, uccidendo tutti e anche Ritter, grazie ad un intervento di Alfie. La trasmissione può ripartire, ma interviene la dottoressa Vogler, che usa un carillon come codice di attivazione mentale per scatenare Rachel contro Aidan, finché non viene stordita da Keira, sopravvissuta in Grecia, rivelandosi come la fan che inviò il suggerimento alla scrittrice Elly. Distrutto il carillon, Rachel si ferma e Alfred riceve finalmente il messaggio, potendo così smascherare il resto della Divisione e i tre lasciano la nave che fanno esplodere.
Riprendendo il suo personaggio di scrittrice, Rachel pubblica il suo ultimo romanzo della serie: durante una lettura pubblica un uomo simile a Argylle si rivela, con suo grande shock e confusione. 
In una scena post-crediti, un giovane Argylle si rivela essere un agente della Kingsman, con il primo romanzo basato sulla sua vita.

## Produzione
Il film traspone parzialmente il romanzo Argylle, uscito nelle librerie poco tempo prima di esso e scritto dalla misteriosa autrice Elle Conway; mentre nello spy movie Elly è interpretata da Bryce Dallas Howard, nella vita reale non si sa molto di lei e sulla sua identità vi sono parecchie congetture.
Il budget del film è stato di 200 milioni di dollari.

## Promozione
Il primo teaser trailer del film è stato diffuso il 26 settembre 2023, mentre il trailer esteso il giorno seguente.

## Distribuzione
Il film viene distribuito nelle sale cinematografiche statunitensi a partire dal 2 febbraio 2024, mentre in quelle italiane il 1 febbraio dello stesso anno.

## Accoglienza

### Incassi
Il film ha incassato 45207275 $ in Nordamerica e 51013786 $ nel resto del mondo, per un totale di 96221061 $.

### Critica
Sull'aggregatore Rotten Tomatoes il film riceve il 33% delle recensioni professionali positive con un voto medio di 4.9 su 10 basato su 303 critiche, mentre su Metacritic ottiene un punteggio di 35 su 100 basato su 56 critiche.

## Sequel
Il film nasce come primo capitolo di una trilogia.
Vaughn ha in mente un franchise crossmediale che si dipani tra cinema e lettura spaziando fino al musical.